# Lifou

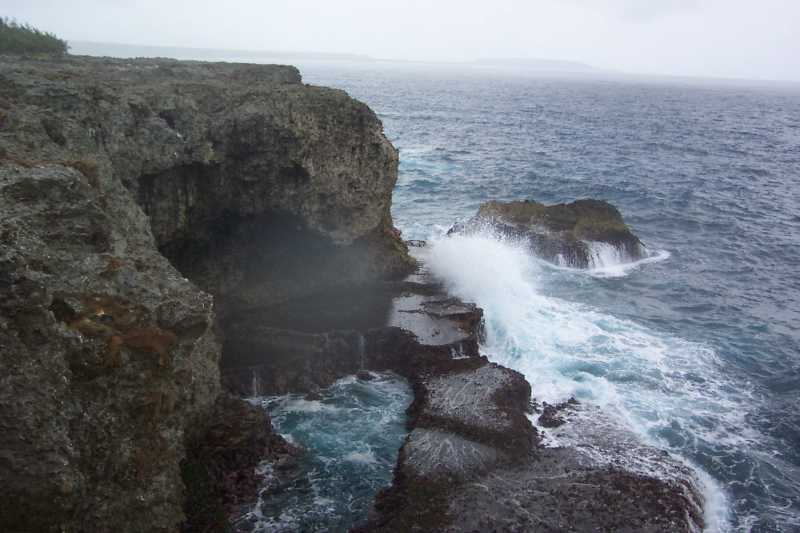
Falésias de Xodre, na ilha Lifou

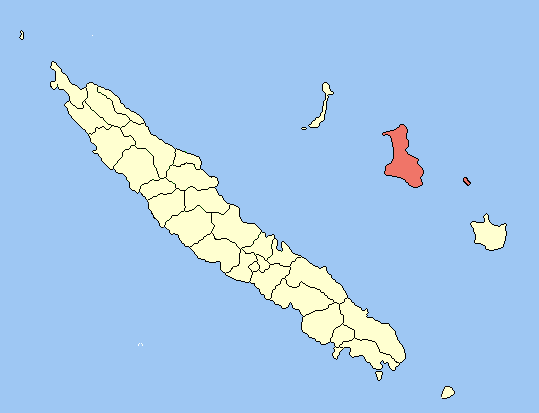
Localização da ilha Lifou

Lifou é a mais importante das Ilhas Lealdade (îles Loyauté) na Nova Caledónia, território ultramarino da França. Tem 1.207,1 km² e conta com aproximadamente 10.320 habitantes (censo de 2004).
O terreno foi formado por construções calcárias massivas de origem biológica, que são de facto coral.
Lifou está desprovida de cursos de água, mas tem reservas de água subterrânea.
Situada na margem da baía de Chateaubriand, Wé é o seu centro administrativo. Agrupa as principais infra-estruturas comerciais e administrativas da ilha.